# Leleupiolus
Leleupiolus is een geslacht van hooiwagens uit de familie Assamiidae.
De wetenschappelijke naam Leleupiolus is voor het eerst geldig gepubliceerd door Roewer in 1951. 

## Soorten
Leleupiolus is monotypisch en omvat slechts de volgende soort:
- Leleupiolus marmoratus